# Пестово (городской округ Домодедово)
Пестово — деревня в городском округе Домодедово Московской области.

## Географическое положение
Расположена в 30 км от Московской кольцевой автодороги и 17,6 км к востоку от города Домодедово.

## Население
| 2002 | 2010 |
| ---- | ---- |
| 24   | ↗669 |

## История

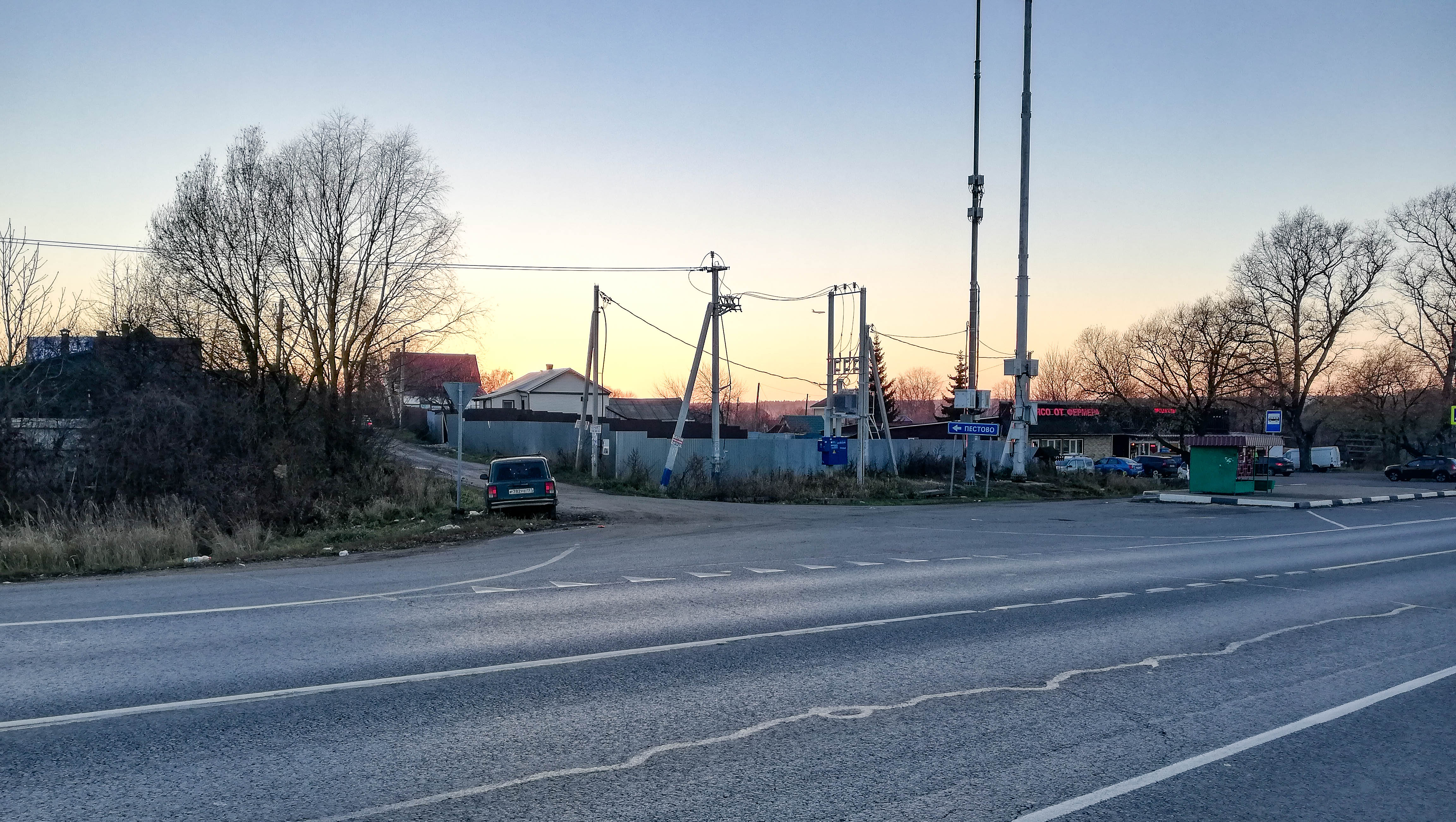
Одна из улиц деревни Пестово

До 12 января 2005 года деревня Пестово входила в состав Краснопутьского сельского округа Домодедовского района.
Деревня Пестово ныне входит в состав городского округа Домодедово. Её история уходит в глубь веков. Первое упоминание восходит к XVI веку, когда деревней владели каширские дворяне Пестовы. Именно от их фамилии деревня получила свое название.
В начале XVII века деревня перешла к дьяку Казарину Фёдорову, а после его она была отказана стольнику Т.Д Лодыгину. В это время в ней находились двор вотчинника, в котором проживали приказчик стольника и двое деловых людей, и 6 крестьянских дворов с 14 жителями мужского пола. Заселялась деревня с большим трудом. Через 20 лет в ней было уже 10 крестьянских дворов и 24 жителя, но 5 дворов стояли пустыми, т.к. проживавшие в них крестьяне сбежали. Следующим владельцем деревни стал думный дворянин В. Я. Голохвастов, при котором в деревне стало 13 дворов,  а количество проживавших в них мужчин до 57.  На левом берегу реки Гнилуши расположился «двор боярский», где поселили приказного человека и 3 деловых людей.
В 1680 году по челобитью вдовы Голохвастова Ульяны деревня и сельцо отказаны её племяннику князю Ю.В. Долгорукому. В двадцатые годы XVIII в. и в деревне появились скотные дворы, на реке Гнилуше была поставлена мельница. Княжна Авдотья Александровна Долгорукова вышла замуж за действительного камергера А.Н. Зиновьева, и деревня с сельцом записаны были за ней. При ней деревня сильно застраивалась, по ревизии в её 60-ти дворах проживали 374 человека. [13]
Деревня Пестово принадлежала приходу Ильинской церкви, которая находилась в Бурохино (ныне Бурхино). Позже церковь была заменена на Иверскую церковь погоста Бурхино.
Курганы X-XIII вв
В книге Богданова А.П. «Материалы для антропологии курганного периода Московской губернии» 1867 г. упоминается изучаемая территория. Однако автор пишет, что курганы не исследовались и информация о них записана на основании сведений, собранных через волостные управления  благодаря Бронницкой Уездной Управе.
По более поздним источникам курганный могильник 1. 1,25 км к Ю от д., 2 км к СЗ от с.Шубино, прав. берег р.Бобровка, лев. притока р.Гнилуша (правобережье р.Москва), 1,5 км от устья. 16 насыпей выс. до 2 м, диам. До 10 м, нарушенных ямами. По внешним признакам могильник может быть отнесен к древнерусским домонгольского времени. [12]
1812 год
Глубокий след в истории деревни оставил 1812 год. "Ещё до нашествия французов, говорилось в докладе уездного исправника московскому гражданскому губернатору, — через д. Пестово, с. Спасителево, с. Кутузово д. Пушкино, Житнево, с. Буняково проходили российские войска, коих поселяне довольствовали безденежно пищею и фуражом, и по разным требованиям было отпущено значительное количество подвод, а по нашествии неприятеля оным у крестьян разграблено разное имущество, хлеб молоченый ржаной и яровой, а стоящий в поле корню лошадьми потоптан и немалое число угнано лошадей, коров побито мелкого скота и птицы. Жители оных селений для спасения своего семействами удалились в отдалённые места, при уходе коих у крестьян   разное   имущество  и   оставшийся   хлеб   неизвестно кем разграблены, в довольном количестве угнано рогатого и мелкого скота,  а в некоторых селениях наряжены с подводами крестьяне в дороге растеряли немалое число лошадей и упряжи".
24 жителя деревни были отданы в народное ополчение, 11 из них домой не возвратились.
Русские войска проходили через деревню Пестово во время подготовки к Тарутинскому манёвру.
В то время, когда главные силы двигались в сторону Тарутино, на Рязанской дороге происходили следующие события. Генерал Милорадович оставил полковника И.Е.Ефремова с отрядом кавалерии и частью пехоты на правом берегу Москвы-реки при Боровском перевозе, дав ему распоряжение: «…Н а случай приближения неприятеля отступать к Бронницам и тем заставить его думать, что главная наша армия отступила в сём направлении».
Полковник Ефремов приступил к исполнению поставленной перед ним задачи. Он двинулся по Рязанской дороге по направлению к городу Бронницы. Наполеон, думая, что это главные силы, отдал приказ Мюрату, королю Неаполитанскому, преследовать русские силы. Сам Мюрат дальше Жилина не пошёл. Он приказал генералу Себастиани преследовать русские войска.
10 сентября полковник Ефремов сообщал, что французы от Боровской переправы следуют по дороге к с. Становому. Позже, в тот же день, он докладывал: «Неприятель ночует ныне около г. Бронницы».
11 сентября полковник в донесении главнокомандующему писал, что французы ночуют возле Бронниц, заняв стоящее от него верстах в 5 селение Боршево. 13 сентября, по сообщению Ефремова, французы в составе трёх полков кавалерии и одного полка пехоты с немалым количеством орудий проследовали от г. Бронницы к селу Шубину, где ночевали. Только в ночь на 14 сентября, когда казаки, выполнив свою задачу, рассыпались по лесам, преследовавший их генерал Себастиани понял, что пошёл по ложному следу, и что русская армия куда-то исчезла.
Только 14(26) сентября, через 12 суток после начала маневра Кутузова, Наполеон узнал, где русская армия. За это время Кутузов уточнил выбор на местности подходящей позиции для всей русской армии.
XIX век- XX век
По данным за 1852 года деревня с 78 дворами и 476 жителями принадлежала штабс-капитанше С.В. Бурцевой, при которой 212 мужчинам деревни выделено в надел 636 десятин земли, а 264 десятины остались за помещицей. 
На Бурхинском погосте "тщанием прихожан и доброхотных людей" ещё в 1874 году построена каменная церковь во имя Пресвятой Богородицы Иверской с такой же колокольней, а на месте престола Святого пророка Ильи разобранной ветхой деревянной церкви возведена каменная часовня. В её приходе числились деревни Бурхино, Ерёмино, Житнево, Образцово, Пестово и Проводы.
В конце XIX века имение Пестово приобрёл проживавший в Бронницах секретарь В.А. Крестовоздвиженский, построивший себе деревянный дом под железом с господской и людской кухнями, конюшню с экипажным сараем, скотный двор и птичник. Более 20 десятин посевов ржи, овса и гречихи обрабатывали работники, нанимаемые на сезон в Бронницах. В имении имелись молотилка, сеялка, плуги, бороны, сохи. Семеро постоянных работников обслуживали 10 рабочих и выездных лошадей, 6 голов крупного рогатого скота и 5 свиней. При имении находился большой сад с 325 корнями яблонь, груш, слив и вишен, а также 250 кустами ягодных насаждений. Крестьяне деревни за выгон на заливных лугах накашивали до 6 тыс. пудов сена. Они же, главным образом, приобретали на корню грядками или в квашеном виде капусту, выращиваемую на огороде.
Сама деревня характеризовалась как "очень исправное селение, строение хорошее. Бесхозяйственных почти нет, даже вдовы землю обрабатывают".
В 1924 году в деревне насчитывалось 346 жителей и 303 десятины земли.
В 1930 году здесь организован колхоз им, Кирова с 390 га земли, который в конце 30-х годов возглавлял Николай Сергеевич Александров. К этому времени его членами являлись 69 трудоспособных жителей деревни, а 59 человек работали вне колхоза. Артель имела небольшую конюшню, коровник, свинарник, овчарню, пасеку и два гектара вишнёвого сада. В половине из 46 дворов Колхозников содержали коров и овец.